# V Sagittae-variabel
V Sagittae-variabeln är en typ av kataklysmisk variabel som består av tätt cirkulerande dubbelstjärnor med en vit dvärg. De räknas till huvudgruppen med röntgenemissioner (CBSS), med de flesta karaktäristika i överensstämmelse, men utan att någon mjuk röntgenstrålning kan observeras från variablerna. Exempel på stjärnor är V Sagittae och WX Centauri.

## Prototypstjärnan
Prototypstjärnan V Sagittae är av visuell magnitud +13,9 och får utbrott upp till magnitud 8,6. Prototypstjärnan är även en förmörkelsevariabel med amplituden 0,6 magnituder (CBSS/V+E).